# Daniela Torto
Daniela Torto (Chieti, 18 agosto 1985) è una politica italiana.

## Biografia
Laureata in conservatorio, è stata proclamata deputata il 19 marzo 2018. All'interno degli organi parlamentari, fa parte della commissione Bilancio, Tesoro e Programmazione e Politiche dell'Unione Europea; dal 21 giugno 2018 al 4 settembre 2019 ha fatto parte della Commissione Cultura, Scienza e Comunicazione.
Alle elezioni politiche anticipate del 2022 viene eletta alla Camera nel collegio plurinominale Abruzzo 01.